# Fort Washakie
Fort Washakie és una concentració de població designada pel cens dels Estats Units a l'estat de Wyoming. Segons el cens del 2000 tenia 1.477 habitants.

## Demografia
Segons el cens del 2000, Fort Washakie tenia 1.477 habitants, 432 habitatges, i 333 famílies. La densitat de població era de 27,3 habitants/km².
Dels 432 habitatges en un 45,4% hi vivien nens de menys de 18 anys, en un 39,6% hi vivien parelles casades, en un 29,4% dones solteres, i en un 22,7% no eren unitats familiars. En el 19,2% dels habitatges hi vivien persones soles el 5,3% de les quals corresponia a persones de 65 anys o més que vivien soles. El nombre mitjà de persones vivint en cada habitatge era de 3,29 i el nombre mitjà de persones que vivien en cada família era de 3,75.
Per edats la població es repartia de la següent manera: un 37,2% tenia menys de 18 anys, un 9,1% entre 18 i 24, un 28,7% entre 25 i 44, un 16,1% de 45 a 60 i un 8,8% 65 anys o més.
L'edat mediana era de 27 anys. Per cada 100 dones de 18 o més anys hi havia 96 homes.
La renda mediana per habitatge era de 18.906 $ i la renda mediana per família de 20.658 $. Els homes tenien una renda mediana de 23.295 $ mentre que les dones 22.885 $. La renda per capita de la població era de 7.700 $. Entorn del 42,9% de les famílies i el 42,7% de la població estaven per davall del llindar de pobresa.

## Poblacions més properes
El següent diagrama mostra les poblacions més properes.